# Uppnosig örtblomfluga
Uppnosig örtblomfluga (Cheilosia vicina) är en tvåvingeart som först beskrevs av Zetterstedt 1849.  Uppnosig örtblomfluga ingår i släktet örtblomflugor, och familjen blomflugor.
Artens utbredningsområde är Sverige. Arten är reproducerande i Sverige. Inga underarter finns listade i Catalogue of Life.